# 孟菲斯 (密歇根州)
孟菲斯（英語：Memphis）是一個位於美國密歇根州馬科姆縣及聖克萊爾縣的城市。

## 人口
根據2020年美國人口普查的數據，孟菲斯的面積為2.98平方千米，當中陸地面積為2.91平方千米，而水域面積為0.07平方千米。當地共有人口1084人，而人口密度為每平方千米364人。